# Premis Oscar de 1953
Els Premis Oscar de 1953 (en anglès: 26th Academy Awards) foren presentats el 25 de març de 1954 en una cerimònia realitzada al RKO Pantages Theatre de Los Angeles i al New Century Theatre de Nova York.
La cerimònia fou presentada per l'actor Donald O'Connor (Los Angeles) i Fredric March (Nova York).

## Curiositats
Aquesta fou la segona edició que la cerimònia fou televisada íntegrament per la cadena NBC.
Shirley Booth, presentadora del premi a millor actor, feu una connexió per televisió des de Filadèlfia, on es trobava de gira de teatre, i rebé el nom del guanyador per telèfon per part del presentador Donald O'Connor. Per la seva banda, Gary Cooper, presentador del premi a millor actriu, realitzà la introducció al premi mitjançant un vídeo gravat des de Mèxic, mentre O'Connor obrí el sobre a Los Angeles i digué el nom de la guanyadora.
La gran guanyadora de la nit fou D'aquí a l'eternitat de Fred Zinnemann fou la pel·lícula més nominada (13) i la més premiada de la nit (8 premis), empatant amb Allò que el vent s'endugué de Victor Fleming (1939) com la pel·lícula amb més premis. Aquesta pel·lícula a més aconseguí nominacions per a tots els seus actors, en categories principals i secundàries, aconseguint els premis a millors actors secundaris per Donna Reed i Frank Sinatra). Montgomery Clift i Burt Lancaster, ambdós nominats com a actors principals, perderen davant William Holden. El discurs d'acceptació del premi d'aquest últim és, fins al moment, el més curt de la història amb un senzill "Thank You" ("Gràcies").
Walt Disney aconseguí guanyar aquesta nit 4 premis, 2 per als seus documentals i 2 més per als seus curtmetratges.

## Premis
| Millor pel·lícula | Millor director |
| --- | --- |
| - D'aquí a l'eternitat (Buddy Adler per Columbia Pictures) - Julius Caesar (John Houseman per Metro-Goldwyn-Mayer) - La túnica sagrada (Frank Ross per 20th Century Fox) - Vacances a Roma (William Wyler per Paramount Pictures) - Arrels profundes (George Stevens per Paramount Pictures) | - Fred Zinnemann per D'aquí a l'eternitat - George Stevens per Arrels profundes - Charles Walters per Lilí - Billy Wilder per Stalag 17 - William Wyler per Vacances a Roma |
| Millor actor | Millor actriu |
| - William Holden per Stalag 17 com a J.J. Sefton - Marlon Brando per Julius Caesar com a Marc Antoni - Richard Burton per La túnica sagrada com a Marcellus Gallio - Montgomery Clift per D'aquí a l'eternitat com a soldat Robert E. Lee Prewitt - Burt Lancaster per D'aquí a l'eternitat com a Sergent Milton Warden | - Audrey Hepburn per Vacances a Roma com a Princesa Ann (Anya "Smitty" Smith) - Leslie Caron per Lilí com a Lili Daurier - Ava Gardner per Mogambo com a Eloise Kelly - Deborah Kerr per D'aquí a l'eternitat com a Karen Holmes - Maggie McNamara per The Moon Is Blue com a Patty O'Neill |
| Millor actor secundari | Millor actriu secundària |
| - Frank Sinatra per D'aquí a l'eternitat com a Angelo Maggio - Eddie Albert per Vacances a Roma com a Irving Radovich - Brandon deWilde per Arrels profundes com a Joey Starrett - Jack Palance per Arrels profundes com a Jack Wilson - Robert Strauss per Stalag 17 com a Stanislas "Animal" Kuzawa | - Donna Reed per D'aquí a l'eternitat com a Alma Burke/Lorene - Grace Kelly per Mogambo com a Linda Nordley - Geraldine Page per Hondo com a Angie Lowe - Marjorie Rambeau per Torch Song com a Mrs. Stewart - Thelma Ritter per Pickup on South Street com a Moe |
| Millor guió original | Millor guió adaptat |
| - Charles Brackett, Walter Reisch i Richard L. Breen per Titanic - Betty Comden i Adolph Green per Melodies de Broadway - Richard Murphy per The Desert Rats - Sam Rolfe i Harold Jack Bloom per Colorado Jim - Millard Kaufman per Take the High Ground | - Daniel Taradash per D'aquí a l'eternitat (sobre hist. de James Jones) - Eric Ambler per The Cruel Sea (sobre hist. de Nicholas Monsarrat) - Helen Deutsch per Lilí (sobre hist. Paul Gallico) - Ian McLellan Hunter i John Dighton per Vacances a Roma (sobre hist. de Dalton Trumbo) - A. B. Guthrie, Jr. per Arrels profundes (sobre hist. de Jack Schaefer) |
| Millor història | Millor curtmetratge d'animació |
| - Dalton Trumbo per Vacances a Roma - Beirne Lay, Jr. per Above and Beyond - Alec Coppel per The Captain's Paradise - Louis L'Amour per Hondo - Ray Ashley, Morris Engel i Ruth Orkin per Little Fugitive | - Toot, Whistle, Plunk and Boom de Walt Disney - Christopher Crumpet de Stephen Bosustow - From A to Z-Z-Z-Z d'Edward Selzer - Rugged Bear de Walt Disney - The Tell Tale Heart de Stephen Bosustow |
| Millor banda sonora - Dramàtica o còmica | Millor banda sonora - Musical |
| - Bronislau Kaper per Lilí - Hugo Friedhofer per Above and Beyond - Morris Stoloff i George Duning per D'aquí a l'eternitat - Miklós Rózsa per Julius Caesar - Louis Forbes per This Is Cinerama | - Alfred Newman per Call Me Madam - Adolph Deutsch per Melodies de Broadway - Ray Heindorf per Jane Calamitat - Frederick Hollander i Morris Stoloff per The 5.000 Fingers of Dr. T - André Previn i Saul Chaplin per Kiss Me Kate |
| Millor cançó original | Millor so |
| - Sammy Fain (música); Paul Francis Webster (lletra) per Jane Calamitat ("Secret Love") - Herschel Burke Gilbert (música); Sylvia Fine (lletra) per The Moon Is Blue ("The Moon Is Blue") - Nicholas Brodszky (música); Leo Robin (lletra) per Small Town Girl ("My Flaming Heart") - Lester Lee (música); Ned Washington (lletra) per La bella del Pacífic ("Sadie Thompson's Song") - Harry Warren (música); Jack Brooks (lletra) per The Caddy ("That's Amore") | - John P. Livadary per D'aquí a l'eternitat - William A. Mueller per Jane Calimitat - A. W. Watkins per Els cavallers de la taula rodona - Leslie I. Carey per The Mississippi Gambler - Loren L. Ryder per La guerra dels mons |
| Millor direcció artística - Blanc i Negre | Millor direcció artística - Color |
| - Cedric Gibbons i Edward Carfagno; Edwin B. Willis i Hugh Hunt per Julius Caesar - Fritz Maurischat i Paul Markwitz per Martin Luther - Lyle R. Wheeler i Leland Fuller; Paul S. Fox per The President's Lady - Hal Pereira i Walter H. Tyler per Vacances a Roma - Lyle R. Wheeler i Maurice Ransford; Stuart Reiss per Titanic | - Lyle R. Wheeler i George Davis; Walter M. Scott i Paul S. Fox per La túnica sagrada - Alfred Junge i Hans Peters; John Jarvis per Els cavallers de la taula rodona - Cedric Gibbons i Paul Groesse; Edwin B. Willis i Arthur Krams per Lilí - Cedric Gibbons, Preston Ames, Edward Carfagno i Gabriel Scognamillo; Edwin B. Willis, Keogh Gleason, Arthur Krams i Jack D. Moore per The Story of Three Loves - Cedric Gibbons i Urie McCleary; Edwin B. Willis i Jack D. Moore per La reina verge |
| Millor fotografia - Blanc i Negre | Millor fotografia - Color |
| - Burnett Guffey per D'aquí a l'eternitat - Hal Mohr per The Four Poster - Joseph Ruttenberg per Julius Caesar - Joseph C. Brun per Martin Luther - Franz Planer i Henri Alekan per Vacances a Roma | - Loyal Griggs per Arrels profundes - George Folsey per Tots els germans eren valents - Edward Cronjager per Beneath the 12-Mile Reef - Robert Planck per Lilí - Leon Shamroy per La túnica sagrada |
| Millor vestuari - Blanc i Negre | Millor vestuari - Color |
| - Edith Head per Vacances a Roma - Walter Plunkett per The Actress - Helen Rose i Herschel McCoy per Dream Wife - Jean Louis per D'aquí a l'eternitat - Charles LeMaire i Renie Conley per The President's Lady | - Charles LeMaire i Emile Santiago per La túnica sagrada - Mary Ann Nyberg per Melodies de Broadway - Irene Sharaff per Call Me Madam - Charles LeMaire i William Travilla per How to Marry a Millionaire - Walter Plunkett per La reina verge |
| Millor muntatge | Millors efectes especials |
| - William Lyon per D'aquí a l'eternitat - Cotton Warburton per Crazylegs - Otto Ludwig per The Moon Is Blue - Robert Swink per Vacances a Roma - Everett Douglas per La guerra dels mons | - La guerra dels mons (Paramount) |
| Millor documental | Millor curtmetratge documental |
| - The Living Desert de Walt Disney - The Conquest of Everest de John Taylor, Leon Clore i Grahame Tharp - A Queen Is Crowned de Castleton Knight | - The Alaskan Eskimo de Walt Disney - The Living City de John Barnes - Operation Blue Jay (U.S. Army Signal Corps) - They Planted a Stone de James Carr - The Word de John Healy i John Adams |
| Millor curtmetratge, un carret | Millor curtmetratge, dos carrets |
| - The Merry Wives of Windsor Overture de Johnny Green - Christ Among the Primitives de Vincenzo Lucci-Chiarissi - Herring Hunt (National Film Board of Canada) - Joy of Living de Boris Vermont - Wee Water Wonders de Jack Eaton | - Bear Country de Walt Disney - Ben and Me de Walt Disney - Return to Glennascaul (Dublin Gate Theatre Prod.) - Vesuvius Express d'Otto Lang - Winter Paradise de Cedric Francis |

## Oscar Honorífic
- Pete Smith - per les seves enginyoses i picants observacions sobre l'escena d'Amèrica en la seva sèrie de "Pete Smith Specialties". [estatueta]
- Joseph Breen - per la seva consciència, de ment oberta, que ha dignificat el Codi de Producció Cinematogràfica. [estatueta]
- 20th Century-Fox - en reconeixement de la seva imaginació, teatralitat i prospectiva en la introducció de la tècnica revolucionaria coneguda com a Cinemascope. [estatueta]
- Bell & Howell Company - per la seva feina pionera i èxits fonamentals en l'avanç de la indústria cinematogràfica. [estatueta]

## Premi Irving G. Thalberg
- George Stevens

## Presentadors
- Elizabeth Taylor i Michael Wilding – millors documentals
- Jack Webb – millor so
- Keefe Brasselle i Marilyn Erskine – millors curtmetratges
- Esther Williams – millor muntatge
- Gene Tierney – millor vestuari
- Gower Champion i Marge Champion – millor direcció artística
- Lex Barker i Lana Turner – millor fotografia
- Kirk Douglas – millors guions
- Irene Dunne – millor director
- Walter Brennan – millor actriu secundària
- Mercedes McCambridge – millor actor secundari
- Arthur Freed – millor música i cançó
- Gary Cooper – millor actriu
- Shirley Booth – millor actor
- Cecil B. DeMille – millor pel·lícula
- Merle Oberon – millors efectes especials
- Charles Brackett – Premis Honorífics
- Tyrone Power – premis Científics i Tècnics
- David O. Selznick – Premi Irving G. Thalberg

### Actuacions
- André Previn – arranjador i director musical
- Mitzi Gaynor, Margaret Whiting i Donald O'Connor interpreten "The Moon Is Blue" de The Moon Is Blue
- Connie Russell interpreten "Sadie Thompson's Song (Blue Pacific Blues)" de La bella del Pacífic
- Ann Blyth interpreta "Secret Love" de Jane Calamitat
- Dean Martin interpreta "That's Amore" de The Caddy

## Múltiples nominacions i premis
| Les següents pel·lícules van rebre diverses nominacions: - 13 nominacions: D'aquí a l'eternitat - 10 nominacions: Vacances a Roma - 6 nominacions: Lilí i Arrels profundes - 5 nominacions: Julius Caesar i La túnica sagrada - 3 nominacions: La guerra dels mons, Jane Calamitat, Melodies de Broadway, The Moon is Blue i Stalag 17 - 2 nominacions: Above and Beyond, Call Me Madam, Els cavallers de la taula rodona, Martin Luther, Mogambo, The President's Lady, Titanic i La reina verge | Les següents pel·lícules van rebre més d'un premi: - 8 premis: D'aquí a l'eternitat - 3 premis: Vacances a Roma - 2 premis: La túnica sagrada |